# Richard Bosman
Richard Bosman (Madrás, India, 1944) es un artista australiano-estadounidense.

## Biografía
Bosman vive y trabaja en el valle de Hudson del estado de Nueva York. Está representado por la Galería Nicelle Beauchene, Nueva York.
Bosman es más conocido por sus pinturas y grabados que a menudo se relacionan con narrativas de crimen, aventuras y desastres; vida estadounidense rural; naturaleza y temas domésticos. Está asociado con el movimiento neoexpresionista de finales de los setenta y principios de los ochenta, que incluye a artistas como Eric Fischl y Leon Golub.
Fue miembro de Colab, el colectivo de artistas de Nueva York fundado en 1977, y participó en el influyente grupo de 1980 "Times Square Show".
Las primeras pinturas y grabados de Bosman se basaron en representaciones de la cultura pop de la violencia y el romance, incluida la ilustración de libros de ficción pulp. Más recientemente, ha creado grabados en madera que representan turbulentos paisajes marinos, volcanes, escenas de Adirondack y otras imágenes, mostrando lo que la crítica del New York Times Roberta Smith llamó una "inclinación por la parodia-homenaje" en sus trabajos. Escribiendo en el Times, Smith declaró: "La pincelada exuberante y discontinua de Bosman aporta una calidad a la vez antigua y poderosa a las extensiones de árboles, el agua y la veta de la madera y los ciervos que miran fijamente, tanto vivos como disecados."

### Educación
Bosman asistió a la Escuela de Pintura y Dibujo Bryam Shaw de Londres, de 1964 a 1969. 
Se instaló en la ciudad de Nueva York en 1969, estudió en la Escuela de Pintura y Escultura de Skowhegan, Skowhegan, Maine, en 1970 y asistió a la New York Studio School hasta 1971. En Studio School, los profesores de Bosman incluyeron a Philip Guston y Alex Katz. Bosman.

## Exposiciones y colecciones
Durante varias décadas, el trabajo de Bosman se ha exhibido internacionalmente y se incluye en numerosas colecciones de arte público y museos. En 1980, Galería Brooke Alexander de Nueva York acogió la primera exposición individual de Bosman.
Además de exponer regularmente en Brooke Alexander de 1980 a 1994 y en Galería Elizabeth Harris, Nueva York, de 2003 a 2018, las pinturas y grabados de Bosman se han exhibido en exposiciones individuales en The Amon Carter Museum of American Art, Fort Worth, Texas; Galleria Toselli, Milán; y William Mora Galleries (Melbourne, Australia), entre otros. 
Su trabajo se ha mostrado en exposiciones colectivas en galerías e instituciones como el Museo de Arte Moderno de Nueva York; el Walker Art Center de Minneapolis; el Museo Whitney de Arte Americano de Nueva York; y el Museo de Brooklyn.
Las obras de Bosman se encuentran en las colecciones permanentes del Museo de Arte Moderno; el Museo Metropolitano de Arte de Nueva York; la Galería Nacional de Arte de Washington D. C.; la Bibliothèque Nationale en París; el Museo Tamayo de Ciudad de México; el Museo de Arte Contemporáneo de Los Ángeles; y el Museo Whitney.

## Libros
Bosman ha publicado tres libros: 
- The Captivity Narrative of Hannah Duston, Related by Cotton Mather, Nathaniel Hawthorne y Henry David Thoreau: Woodcuts by Richard Bosman (1987, Arion Press, San Francisco).
- Grasping at Emptiness: Poems by John Giorno, Drawings by Richard Bosman (1985, Kulchur Foundation, Nueva York).
- Exit the Face: Poems de Ted Greenwald, Dibujos de Richard Bosman (1982, Museum of Modern Art, Nueva York).